# Gramatura

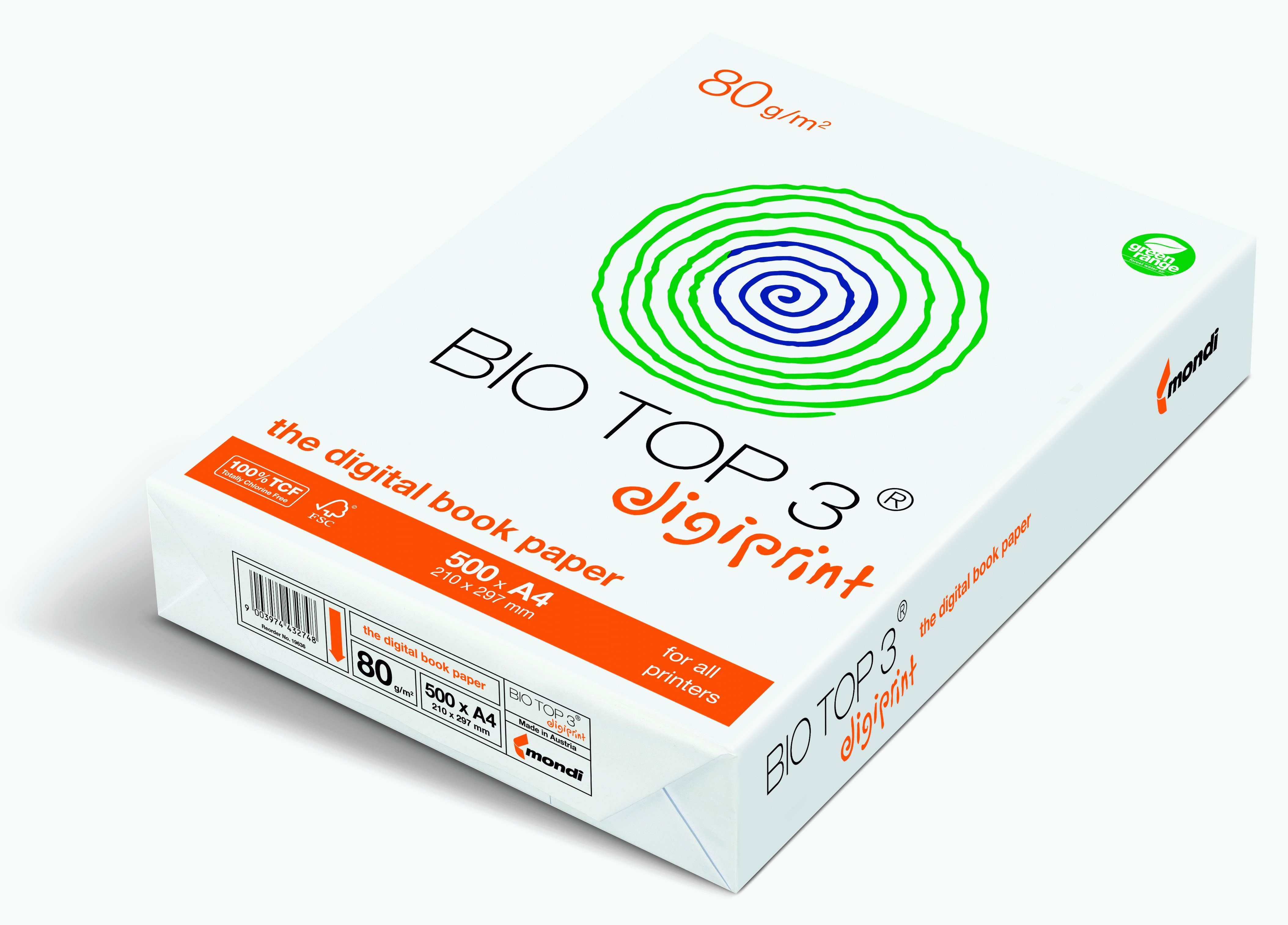
Resma de papel A4 com a gramatura na parte superior esquerda da embalagem

Gramatura ou gramagem é a medida da massa pela área de uma folha, denota-se como uma densidade de área ou densidade superficial, expressa em gramas por metro quadrado (g/m²). Sua especificação foi padronizada pela norma ISO 536. Quanto maior for a gramatura, mais grosso será o papel.
A gramatura é fator importante dos custos de impressão. Na distribuição, o fator importante é o peso final, principalmente quando enviado por meio da Empresa Brasileira de Correios e Telégrafos, que cobra por peso.

## Exemplos
- Offset de 75 g/m²
- Glossy de 180 g/m²
- Couché de 90 g/m²